# Quedius limbatus
Quedius limbatus är en skalbaggsart som först beskrevs av Oswald Heer 1834.  Quedius limbatus ingår i släktet Quedius, och familjen kortvingar. Arten är reproducerande i Sverige.